# 沈阳建筑大学
沈阳建筑大学前身是中国人民解放军东北兵工专门学校，创建于1948年，系当时全军重点院校；1953年3月全国院系调整东北兵工专门学校建制撤销，土木建筑材料系科独立为东北建筑工程学校；1958年升格为沈阳建筑材料工业学院；1977年7月，组建成立辽宁建工学院，学校恢复本科办学；1979年4月被国务院列为全国重点高等院校；1984年7月转属建设部，更名为沈阳建筑工程学院；2004年5月更名为沈阳建筑大学；2010年启动实施国家住房和城乡建设部、辽宁省共建沈阳建筑大学；是公认的中国较有影响力的建筑土木类院校及原建设部重点大学。

## 历史沿革
沈阳建筑大学曾隶属于国家建设部，2000年划归辽宁省管理，实行省部共建。建校历史可追溯到1948年成立的东北兵工专门学校。
- 1948年4月，中共中央东北局、东北军区军工部党委决定建立一所军事工业学校，定名为中国人民解放军东北军区军工部工业专门学校，由东北军区军工部部长何长工担任名誉校长，11月，何长工亲自到沈阳为学校选址，学校由哈尔滨迁至沈阳。
- 1949年3月，学校分为预科和本科，预科学制1年，本科4年。几经变迁，曾先后改建为东北建筑工程学校、沈阳建筑材料工业学院、辽宁省建设学院等。
- 1977年7月，辽宁省建筑工程、辽宁省建筑工业两所学校合并改建为辽宁建工学院，学校恢复本科办学。
- 1984年7月，学校更名为沈阳建筑工程学院，直属中华人民共和国建设部。
- 2000年，学校在全国高校办学体制调整中划转辽宁省，实施“中央与地方共建，以地方管理为主”的办学管理体制。
- 2004年5月，经国家教育部批准更名为沈阳建筑大学。
- 2011年5月，建筑学院建筑学专业通过中国教育部高等教育教学评估，获得A级通过。
- 2011年8月，土木工程学院土木工程专业申请教学评估。
- 2012年6月，瀋陽建築大學工程管理等五個专业通過教学评估。

## 校园描述
学校位于沈阳浑南新区的主校区占地面积1500亩，建筑面积44万平方米。主校区规划设计体现了以人为本、与自然和谐共生的理念，规划布局合理，建筑形式现代、质朴、简练，功能设施齐全。教学区为网格式、具有东方文化底蕴的庭院组合，有利于资源共享和学科交流。一座长达756米的亚洲第一长廊将教学区、图书馆、实验区、办公区、生活区等巧妙地连接在一起，形成校园一道独特的风景。学校拥有开放式图书馆、国内首座建筑博物馆、多功能体育中心（包括：游泳馆、篮排球馆、乒乓球馆、体操馆、文娱馆）、方便快捷的校园数字信息化平台。学校校园获得国家“2008年中国人居环境范例奖”。 

## 学校领导
党委书记：董玉宽；校长：阎卫东；党委副书记：阎卫东；副校长：严文复、李宇鹏、冯国会；纪委书记：王利印。